# 시,나리오
《시,나리오》는 2020년에 개봉한 대한민국의 영화이다.

## 캐스팅
- 신소율 : 다운 역
- 오태경 : 경태 역
- 허규 : 권율 역
- 한은선 : 송해림 역
- 심효정 : 버스 여자 역
- 계문영 : 동네 아이엄마 역
- 정승유 : 동네 아이 역
- 정로운 : 매표소 직원 역
- 박윤희 : 마트 직원 역
- 규리 : 미용실 원장 역
- 신동미 : 웹툰 팀장 (목소리) 역 (특별출연)

## 같이 보기
- 2020년 대한민국의 영화 목록